# Мельничный (Оренбургская область)
Ме́льничный — посёлок в составе Берёзовского сельсовета Бузулукского района Оренбургской области. В посёлке числится 1 улица — Заречная.

## География
Расположен на реке Вязов в месте её впадения в Боровку в Бузулукском бору. Находится в 38 км к северу от районного центра — от города Бузулук, и в 233 км к северо-западу от Оренбурга.

## Население
| 2003 | 2010 |
| ---- | ---- |
| 41   | ↘37  |

Национальный состав
По данным Всероссийской переписи населения 2010 года:
| № | Национальность | Численность, чел. | Доля |
| - | -------------- | ----------------- | ---- |
| 1 | русские        | 30                | 81 % |
| 2 | украинцы       | 5                 | 14 % |
| 3 | другие         | 2                 | 5 %  |